# اولین روز بهار (فیلم)
اولین روز بهار (آلمانی: Der erste Frühlingstag) یک فیلم در ژانر کمدی به کارگردانی هلموت وایس است که در سال ۱۹۵۶ منتشر شد.